# Lucrezia Stefaniniová
Lucrezia Stefaniniová (* 15. května 1998 Florencie) je italská profesionální tenistka hrající neortodoxně bekhend i forhend obouruč. Ve své dosavadní kariéře na okruhu WTA Tour nevyhrála žádný turnaj. V rámci okruhu ITF získala devět titulů ve dvouhře a dva ve čtyřhře.
Na žebříčku WTA byla ve dvouhře nejvýše klasifikována v srpnu 2023 na 99. místě a ve čtyřhře v dubnu 2022 na 393. místě. Trénuje ji krajan Ferdinando Bonuccelli.

## Tenisová kariéra

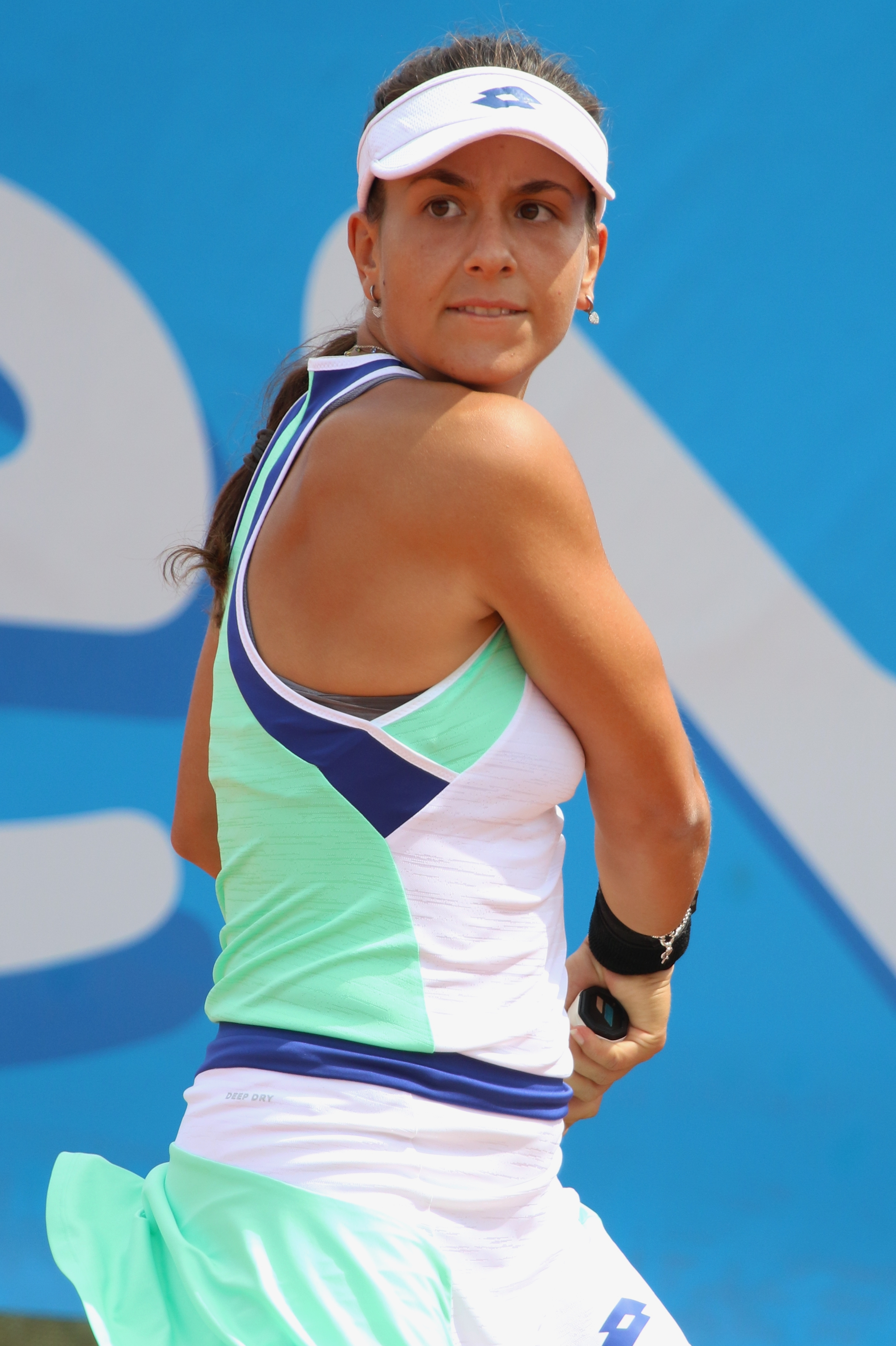
Bekhend na turnaji v Biarritzi, 2021

V rámci okruhu ITF debutovala v červnu 2014, když na turnaji v přístavní Civitavecchii dotovaném 10 tisíci dolary obdržela divokou kartu. V úvodním kole podlehla krajance Jasmine Paoliniové ze šesté světové stovky.
Hlavní soutěž okruhu WTA Tour si poprvé zahrála na lednovém Abu Dhabi WTA Women’s Tennis Open 2021 v Abú Zabí. Turnaj z kategorie WTA 500 byl do improvizovaného kalendáře dodatečně zařazen během pandemie covidu-19. Po zvládnuté kvalifikaci získala na úvod dvouhry jen čtyři gamy proti světové devatenáctce Jeleně Rybakinové. První singlový zápas v této úrovni tenisu vyhrála na říjnovém Courmayeur Ladies Open 2021 po obdržení divoké karty. Ve třech setech přehrála Lucemburčanku Mandy Minellaovou z počátku třetí světové stovky, než její cestu soutěží ukončila krajanka a světová šestapadesátka Jasmine Paoliniová. Vítězným vstupem do říjnového Jasmin Open Monastir 2022 proti padesáté páté ženě žebříčku Magdě Linetteové dosáhla první výhry nad členkou elitní světové stovky.
Po šňůře pěti vyřazení v grandslamových kvalifikacích od US Open 2021 do US Open 2022 prožila premiéru v hlavní soutěži grandslamu na Australian Open 2023 po zvládnuté tříkolové kvalifikaci. V jejím průběhu postupně vyřadila Zacharovovou, Švýcarku Masárovou a Američanku Vickeryovou, která po ztrátě devíti her v řadě duel skrečovala kvůli podvrtnutému kotníku. V úvodním melbournském kole zdolala světovou jednasedmdesátku Tatjanu Mariovou, aby poté nenašla recept na Varvaru Gračovovou z konce první stovky. Singlovým debutem na turnaji kategorie WTA 1000 se stal květnový Internazionali BNL d'Italia 2023, do něhož získala divokou kartu. Časné vyřazení jí přivodila čínská sedmdesátá pátá žena pořadí Wang Si-jü, když ztratila oba tiebreaky.

## Tituly na okruhu ITF
| Dotace turnajů okruhu ITF | Dotace turnajů okruhu ITF |
| ------------------------- | ------------------------- |
| 100 000 $ tournaments     | 80 000 $ tournaments      |
| 60 000 $ tournaments      | 40 000 $ tournaments      |
| 25 000 $ tournaments      | 15 000 $ tournaments      |

### Dvouhra (9 titulů)
| Č. | datum         | turnaj                        | povrch | poražená finalistka          | výsledek      |
| -- | ------------- | ----------------------------- | ------ | ---------------------------- | ------------- |
| 1. | červen 2017   | Hammámet, Tunisko             | antuka | Eleni Kordolaimiová          | 7–6(7–5), 6–2 |
| 2. | listopad 2019 | Monastir, Tunisko             | tvrdý  | Sada Nahimanová              | 6–4, 6–0      |
| 3. | květen 2021   | Salinas, Ekvádor              | tvrdý  | Susan Bandecchiová           | 6–1, 6–3      |
| 4. | srpen 2021    | Radom, Polsko                 | antuka | Miriam Kolodziejová          | 4–6, 6–2, 6–3 |
| 5. | únor 2022     | Šarm aš-Šajch, Egypt          | tvrdý  | Alexandra Cadanțu-Ignatiková | 6–2, 3–0skreč |
| 6. | září 2022     | Collonge-Bellerive, Švýcarsko | antuka | Sinja Krausová               | 6–2, 2–1skreč |
| 7. | září 2022     | Caldas da Rainha, Portugalsko | tvrdý  | Marina Bassols Riberová      | 3–6, 6–1, 7–6 |
| 8. | duben 2023    | Šarm aš-Šajch, Egypt          | tvrdý  | Emina Bektasová              | 6–3, 7–6(7–5) |
| 9. | duben 2023    | Calvi, Francie                | tvrdý  | Heather Watsonová            | 6–2, 3–6, 6–3 |

### Čtyřhra (2 tituly)
| Č. | datum     | turnaj          | povrch | spoluhráčka      | poražené finalistky                  | výsledek         |
| -- | --------- | --------------- | ------ | ---------------- | ------------------------------------ | ---------------- |
| 1. | září 2016 | Pula, Itálie    | antuka | Tatiana Pieriová | Alice Balducciová Marcella Cuccová   | 6–4, 6–0         |
| 2. | únor 2017 | Bergamo, Itálie | antuka | Tatiana Pieriová | Martina Colmegnová Ylena In-Albonová | 3–6, 6–3, [10–6] |

## Finále soutěží družstev: 1 (0–1)
| Výsledek   | č. | datum a místo konání                                                                             | spoluhráčky                                                                        | soupeřky                                                                                       | skóre |
| ---------- | -- | ------------------------------------------------------------------------------------------------ | ---------------------------------------------------------------------------------- | ---------------------------------------------------------------------------------------------- | ----- |
| Finalistka | 1. | Billie Jean King Cup 2023 12. listopadu 2023 Sevilla, Španělsko tvrdý (hala), Estadio La Cartuja | Jasmine Paoliniová Martina Trevisanová Elisabetta Cocciarettová Lucia Bronzettiová | Kanada                                                                                         | 0–2   |
| Finalistka | 1. | Billie Jean King Cup 2023 12. listopadu 2023 Sevilla, Španělsko tvrdý (hala), Estadio La Cartuja | Jasmine Paoliniová Martina Trevisanová Elisabetta Cocciarettová Lucia Bronzettiová | Leylah Fernandezová Rebecca Marinová Eugenie Bouchardová Marina Stakusicová Gabriela Dabrowská | 0–2   |